# 奥柳达瓜-杜博尔吉斯
奥柳达瓜-杜博尔吉斯是巴西北大河州的一个市镇。总面积141.17平方公里，总人口4376人，人口密度31人/平方公里。